# Coryphantha tripugionacantha
Coryphantha tripugionacantha, conocida comúnmente como biznaga partida de tres espinas, es una especie de planta suculenta perteneciente al género Coryphantha, dentro de la familia Cactaceae. Es endémica de México (concretamente de los estados mexicanos de Zacatecas y Jalisco).

## Descripción
Coryphantha tripugionacantha es una especie de cactus que aunque generalmente crece de forma solitaria, a menudo forma pequeños grupos mediante estolones subterráneos. Los tallos son esféricos y aunque inicialmente tienen la epidermis de color verde azulada, más tarde se torna de color verde opaco. Alcanzan alturas de 7 a 9 cm y diámetros de 8 a 9 cm. Tienen el ápice algo deprimido y presentan una raíz enorme de tipo pivotante.

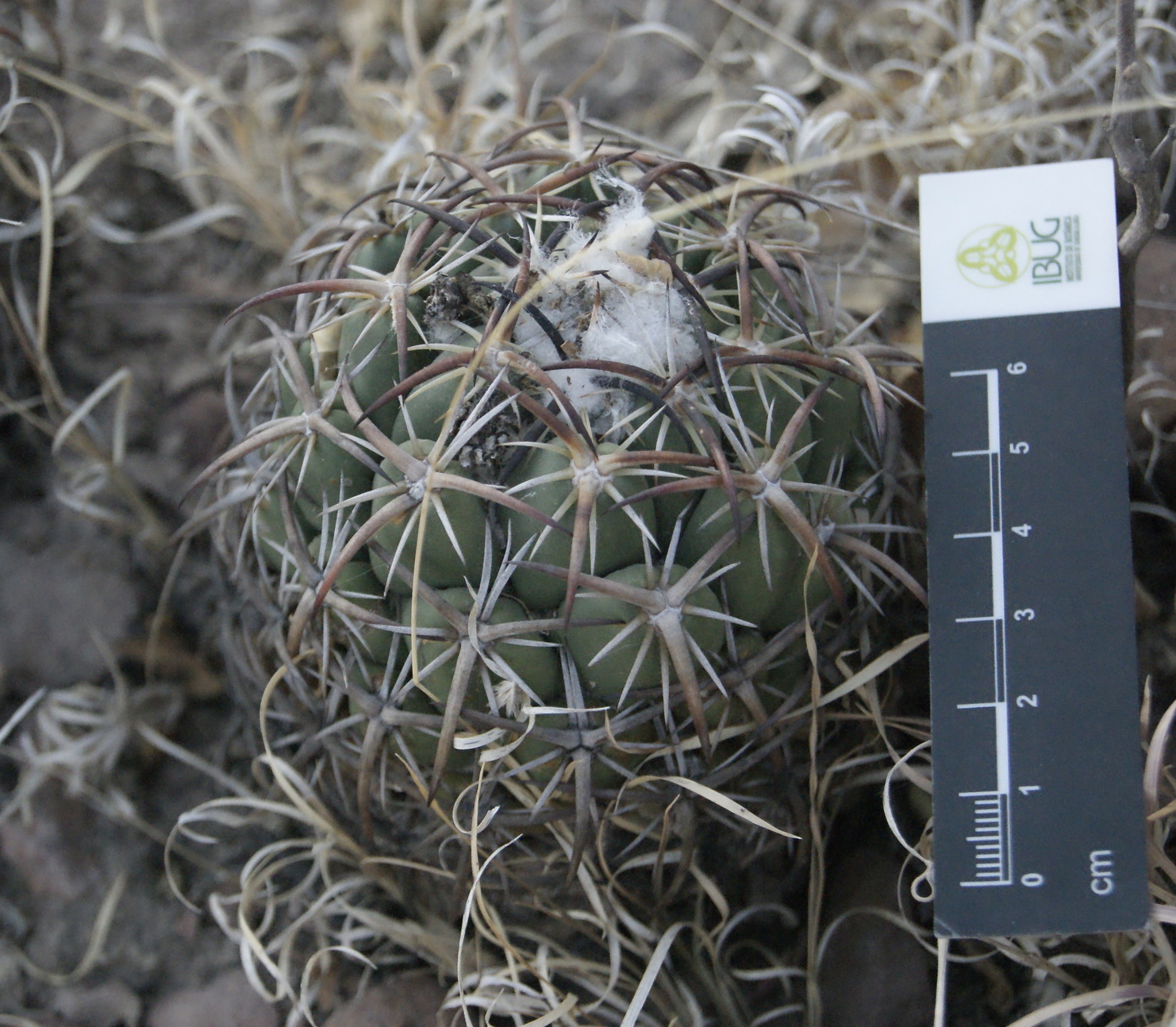
Porte de la planta

Los tallos están cubiertos de tubérculos cónicos con la superficie aplanada y la base triangular. Son más o menos redondeados, miden hasta 1,5 cm de alto y de 1,4 a 2 cm de ancho. No tienen glándulas de néctar, son surcados y aunque sus axilas inicialmente son peludas, con el tiempo se vuelven calvas.
En la punta de los tubérculos se asientan areolas redondas de 3 mm de diámetro. Tienen 3 espinas centrales muy gruesas y están curvadas hacia dentro. Son de color gris con la punta más oscura y miden de 1,8 a 2 cm de largo. También tienen de 8 a 9 espinas radiales desiguales de color gris parduzco y aparecen curvadas hacia el tallo. De entre ellas, las 3 espinas inferiores miden hasta 1,2 cm de largo y las superiores hasta 0,8 cm de longitud.
La flor es de color amarillo crema y alcanza un diámetro de 6 a 7 cm. Los frutos son alargados, jugosos y de color verde opaco. Presentan remanentes florales adheridos y pueden alcanzar longitudes de unos 3,5 cm y de ancho hasta 1 cm. Las semillas son reniformes, de color pardo claro y con la testa reticulada. Miden de aproximadamente 1,3 mm de largo y 1 mm de ancho.

## Distribución y hábitat
El área de distribución nativa de esta especie es México (concretamente de los estados mexicanos de Zacatecas y Jalisco) y crece principalmente en biomas desérticos o de matorral seco, sobre suelos de arcilla, a una elevación de unos 1000 metros sobre el nivel del mar.

## Taxonomía
Coryphantha tripugionacantha fue descrita por el botánico alemán Alfred Bernhard Lau y publicada por primera vez en la revista  Cactáceas y Suculentas Mexicanas 33: 21, en 1988.
Etimología
- Coryphantha: nombre genérico que deriva del griego coryphe (que significa 'cima' o 'cabeza'), y anthos (que significa 'flor'), haciendo referencia a que las flores aparecen en el ápice de los tallos.
- tripugionacantha: epíteto específico que deriva de las palabras latinas tri- (que significa 'tres') y pugio (que significa 'espada') y la palabra griega akantha (que significa 'espina'), haciendo referencia a las 3 espinas centrales de la especie.[7]

## Estado de conservación
En la Lista Roja de Especies Amenazadas de la UICN, la especie está clasificada como de “Preocupación Menor (LC)” y no se conocen amenazas importantes para la conservación de esta especie.

## Usos
Se cultiva principalmente como planta ornamental y su propagación se realiza a través de semillas.
Es de crecimiento lento ya que necesita de 8 a 12 años para alcanzar su porte típico y definido. Se desarrolla mejor en pleno Sol y se estresa en la sombra o con poca luz. Es sensible al exceso de riego (propenso a la pudrición), por lo que hay que cultivarlo en un sustrato con buen drenaje. Además, tolera temperaturas relativamente bajas siempre que se mantenga seco (resiste hasta -10 °C por periodos cortos).